# Мусянокодзи, Санэацу
Санэацу Мусякодзи, или Санэацу Мусянокодзи (яп. 武者小路 実篤 Мусяноко:дзи Санэацу, 12 мая 1885 года, Токио — 9 апреля 1976 года, там же) — японский романист, драматург, поэт, художник и философ, творивший в конце периода Тайсё и в период Сёва. Представитель литературной группы «Сиракаба».
Сам писатель настаивал, что его фамилия более правильно читается Мусякодзи, хотя и записывается всё теми же кандзи — 武者小路.
От друзей получил прозвище Муся (яп. 武者 муся), что означает воин, под которым так же иногда печатался. Иногда печатался под псевдонимом Футоо (яп. 不倒翁 Футо:о:) — «неваляшка, ванька-встанька».

## Биография
Родился в Токио восьмым сыном виконта Мусянокодзи Санэё. Его отец умер, когда ему было 2 года, и он был воспитан в значительной степени матерью. Санэацу был хрупким и слабым мальчиком, что создавало ему проблемы, когда он поступил в престижную Школу пэров. Чтобы компенсировать свою физическую слабость, он развил свои навыки спора и начал интересоваться литературой. В Школе пэров у него появился друг, который впоследствии также стал писателем — Наоя Сига. Его дядя познакомил его с Библией и произведениями Льва Толстого.
Он поступил на философский факультет Токийского императорского университета, но бросил его, не окончив, в 1907 году, после чего занялся формированием литературного кружка, в который вошли Ригэн Киносита, Наоя Сига, Арисима Такэо и Огимати Киндзаку. Первым названием клуба было «Дзюкокакай» («Двухнедельный клуб»). Эта группа превратилась в литературный кружок «Сиракаба» («Белая берёза»), литературный журнал которой (также называемый «Сиракаба») начал выходить в 1910 году, когда к кружку также подключился Икума Арисима.
В качестве ключевого члена «Сиракабы» он опубликовал свою работу «Добродушные лица» («Омэтэдаки хито») в её журнале в 1910 году. За этим последовал «Малыш в лесу» («Сэкэн сирадзу», 1912). Посредством «Сиракабы» Мусянокодзи проповедовал свою философию гуманизма, противопоставляя её тогдашней популярной форме натурализма. Его гуманизм включал элементы натурализма, но заявлял о том, что человек строит свою собственную судьбу через утверждение воли, в то время как натуралисты склонны были рассматривать человека бессильным против внешних сил, которые он не может контролировать.
С началом Первой мировой войны Мусянокодзи снова обратился к Толстому для дальнейшего развития своей философии унитаризма. В это время он опубликовал пьесу о выборе между себялюбием и любовью к человечеству «Соно Имото» («Его сестра», 1915), а также романы «Кофукумоно» (Счастливый человек, 1919), где он представил свой образ идеального человека, и «Юдзё» (Дружба, 1920), о победе гуманизма над себялюбием. Его идеализм предстает в автобиографическом романе «Ару отоко» («Некто», 1923) и «Нингэн бандзай» («Три привета человечеству», 1922).
В 1918 году Мусянокодзи сделал следующий шаг в развитии своей философии, переехав в горы префектуры Миядзаки на острове Кюсю, где он создал квази-социалистическую коммуну в духе толстовства, названную Атарасики-мура («Новая деревня»). Коммуна публиковала свой собственный литературный журнал под тем же названием. 1920-е годы, проведённые Мусянокодзи в коммуне, были очень плодотворны для его литературного творчества. Решив, что работая в городе, он сможет помочь коммуне эффективнее, в 1926 году Мусянокодзи покинул её. В 1939 году Атарасикимура переехала в префектуру Сайтама из-за строительства плотины на её старом месте. Коммуна по-прежнему существует, пользуясь поддержкой в творческих кругах.